# Базилика Девы Марии Монсерратской
Базилика Девы Марии Монсерратской (кат. Basílica de Mare de Déu de Montserrat) — римско-католический собор в бенедиктинском монастыре Монсеррат, расположенном на одноимённой горе в Каталонии (Испания).

## История

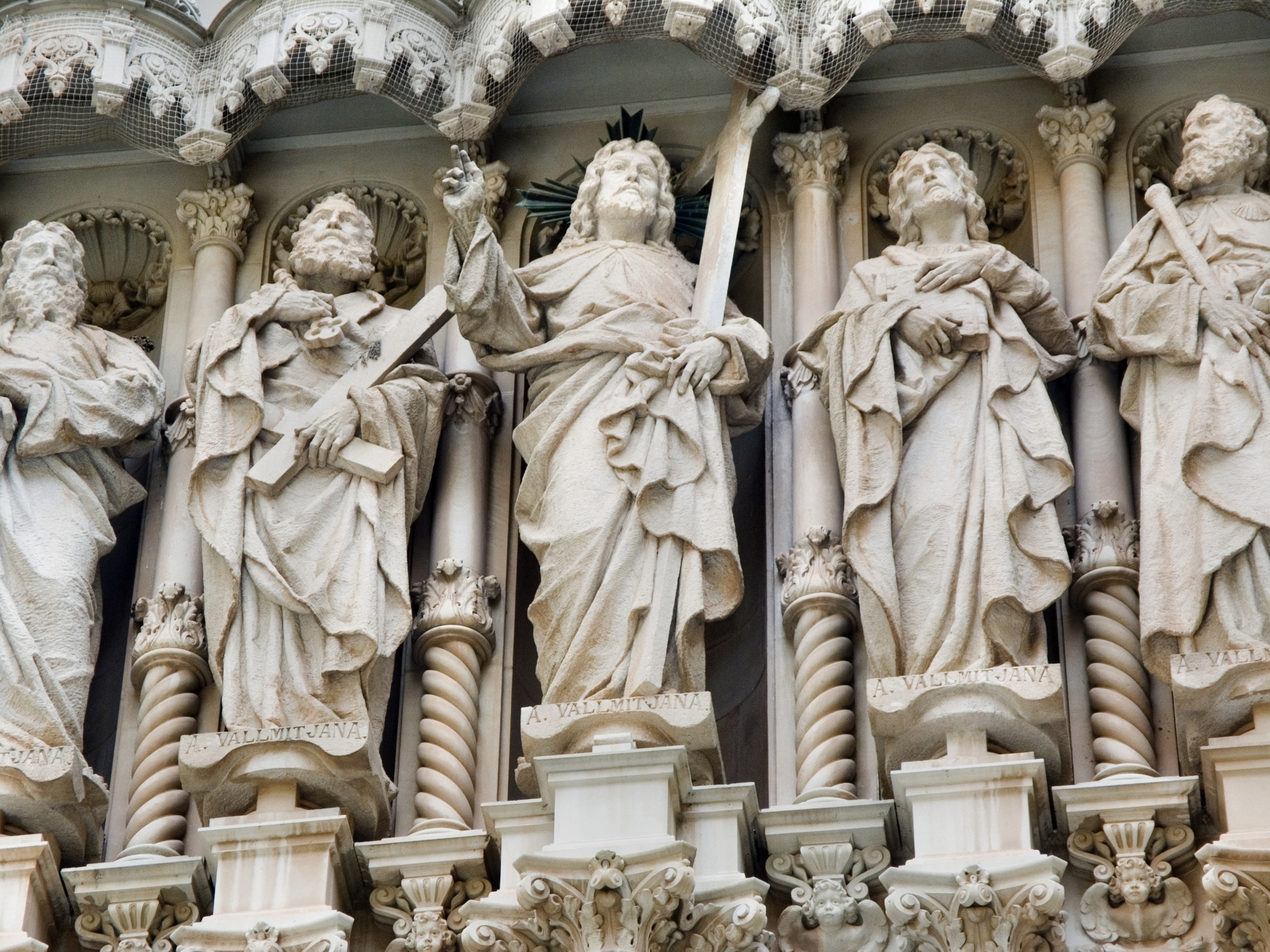
Статуи на западном фасаде

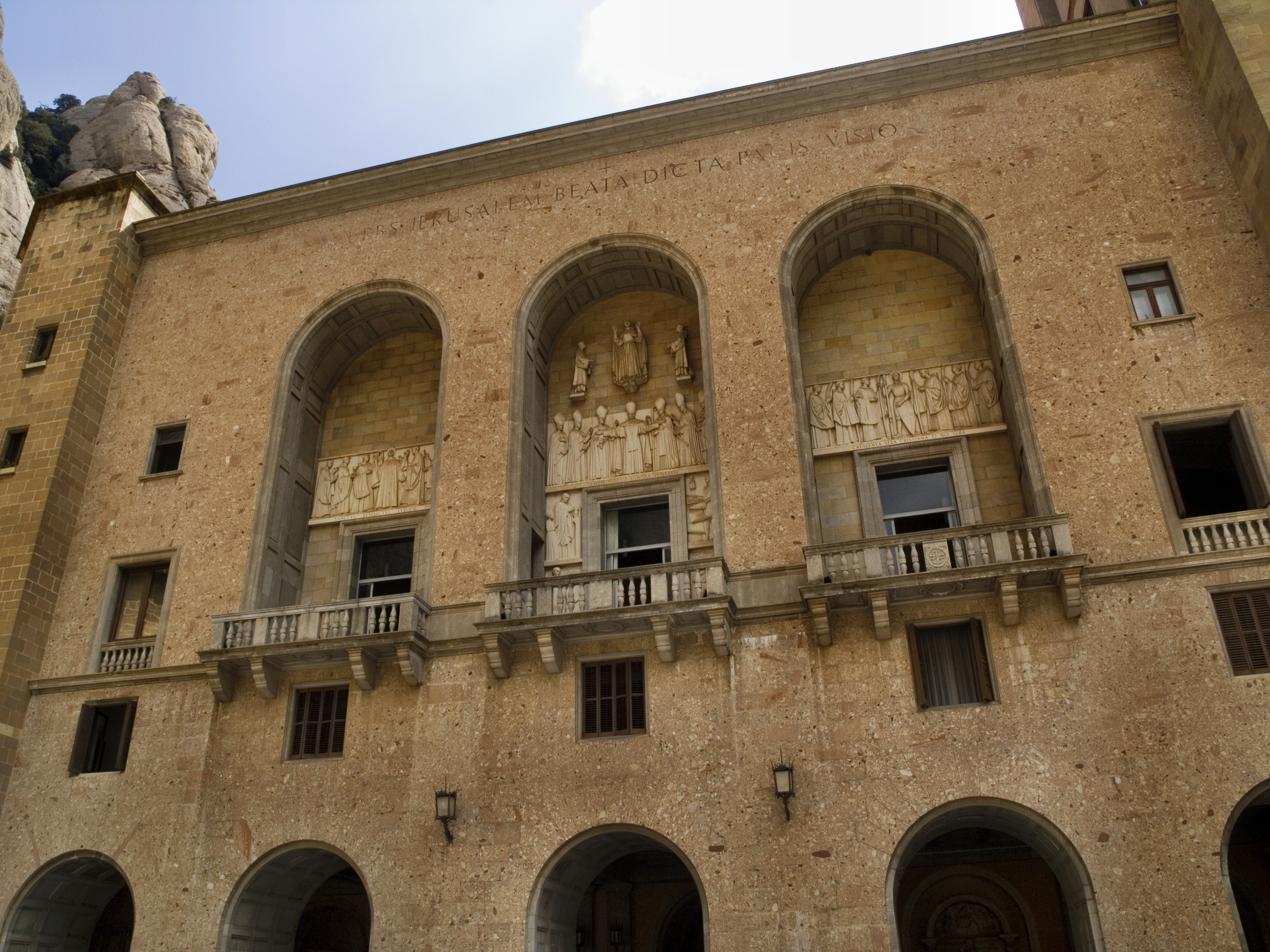
Аркада перед атриумом

Первый собор в монастыре Монсеррат был построен в XVI веке, но во время Пиренейских войн в 1811 году был разграблен и сожжен французскими войсками. В том же году началось строительство современного собора.
8 марта 1881 года папа Лев XIII присвоил базилике Девы Марии Монсерратской звание Малой папской базилики (лат. Basilica minor).

Полностью закончены строительные работы были в 1901 году открытием парадного барочного, западного фасада по проекту каталонского архитектора Франсиско де Паула дель Виллар-и-Кармона (Francisco de Paula del Villar y Carmona). Статуи на фасаде были выполнены скульпторами Венанси Вальмиджана-и-Барбань и Агапитом Вальмиджана-и-Барбань (Agapit Vallmitjana i Barbany).
После Гражданской войны по проекту архитектора Франсиско Фольгуэра (Francesc Folguera) была построена аркада в стиле модернизма, ведущая в атриум. Фасад аркады был украшен скульптурами работы Хуана Ребулла (Joan Rebull).
В 1991—1995 годах в соборе были проведены масштабные ремонтно-реставрационные работы под руководством профессора Барселонского университета Аркади Пла-и-Масмикуэля Arcadi Pla i Masmiquel.

## Архитектура

### Центральный неф

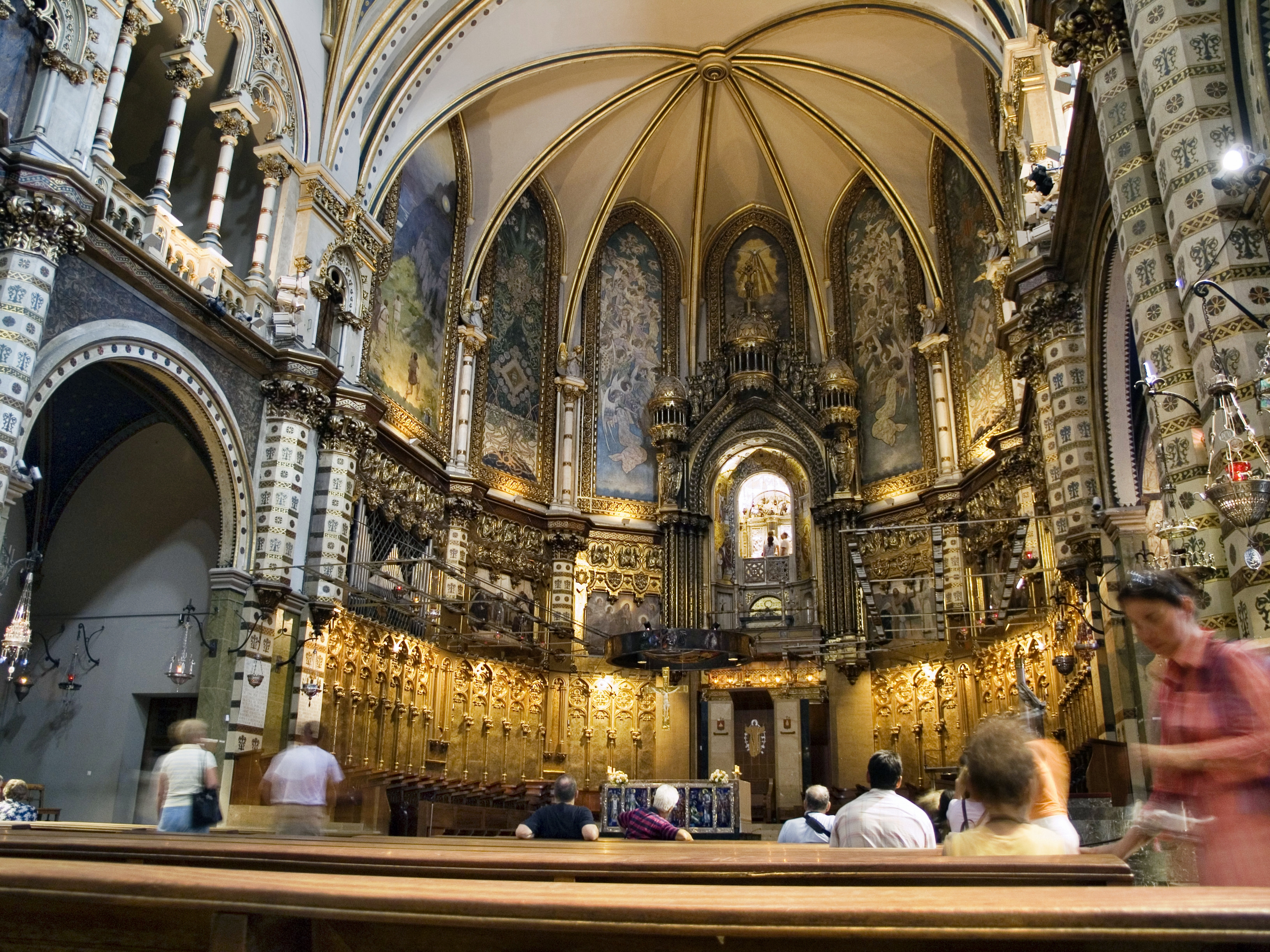
Интерьер собора

Собор представляет собой однонефную базилику без трансепта длиной 68,32 м, шириной — 21,50 м и высотой — 33,33 м. Боковые пределы отделены от основного зала арками, опирающимися на колонны, украшенные фигурами пророков Исаии, Иеремии, Иезекииля, Даниила. Над алтарём находится восьмиугольный купол. Сам алтарь украшен картинами Александра де Рикера, Хуана Льимона (Joan Llimona), Иоахима Вансельса (Joaquim Vancells), Дионисио Байхераса (Dionisio Baixeras Verdaguer) и Льюиса Гранера (Lluís Graner).
Прямо над алтарём находится окно, через которое видна главная святыня монастыря — скульптура Чёрной Девы, хранящаяся в заалтарной капелле.

### Капеллы
По обеим сторонам от центрального нефа идут ряды капелл

С правой стороны:
- капелла Святого Петра
- капелла Святого Игнатия Лойолы
- капелла Святого Рамира Лорензале
- капелла Святого Мартина
- капелла Святого Иосифа де Каласанса
- капелла Святого Бенедикта

С левой стороны:
- капелла Святой Схоластики
- капелла Иисуса Христа
- капелла Святого Семейства
- капелла Непорочного зачатия

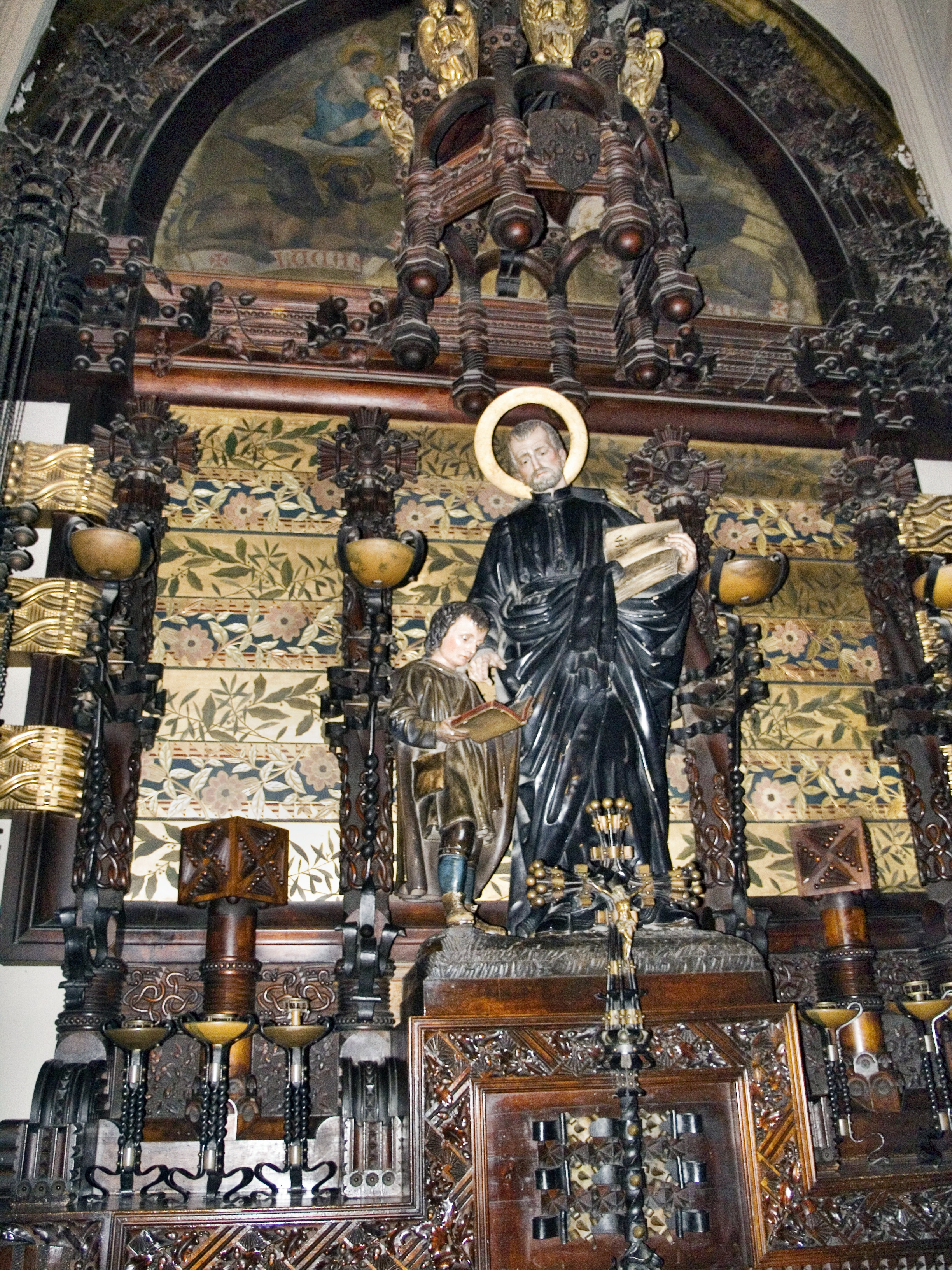
Капелла Иосифа де Каласанса
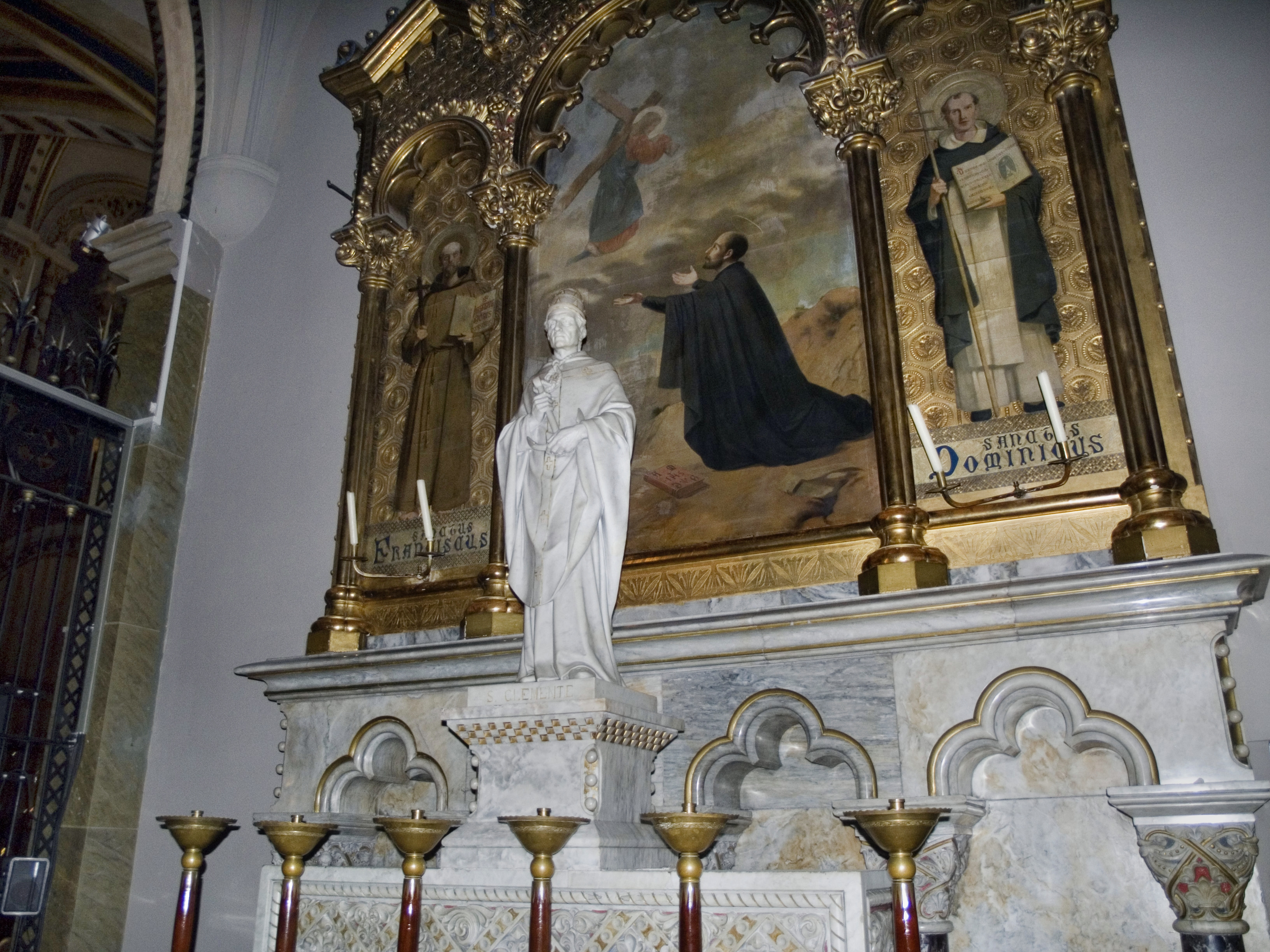
Капелла  Святого Игнатия Лойолы
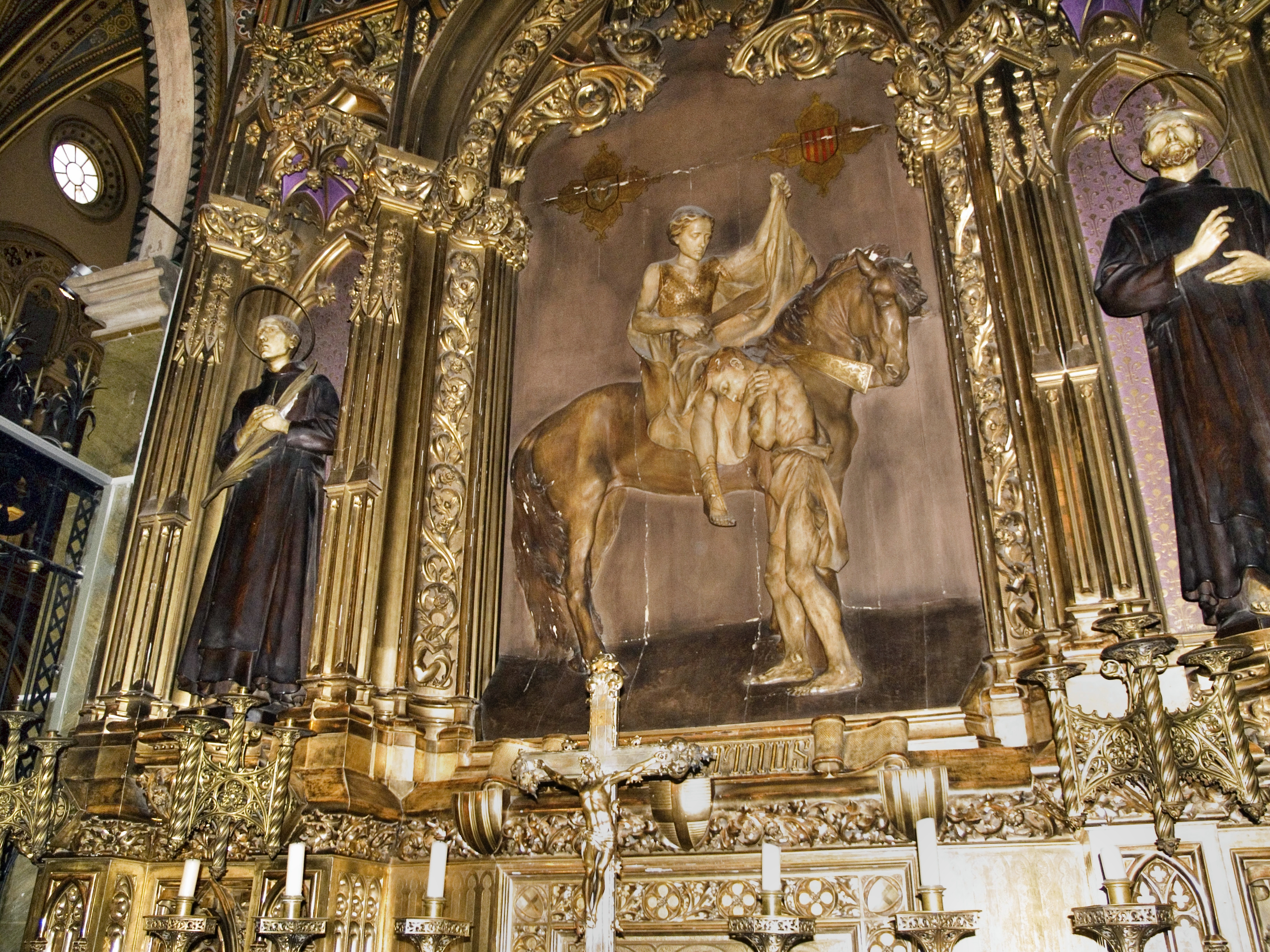
Капелла  Святого Мартина
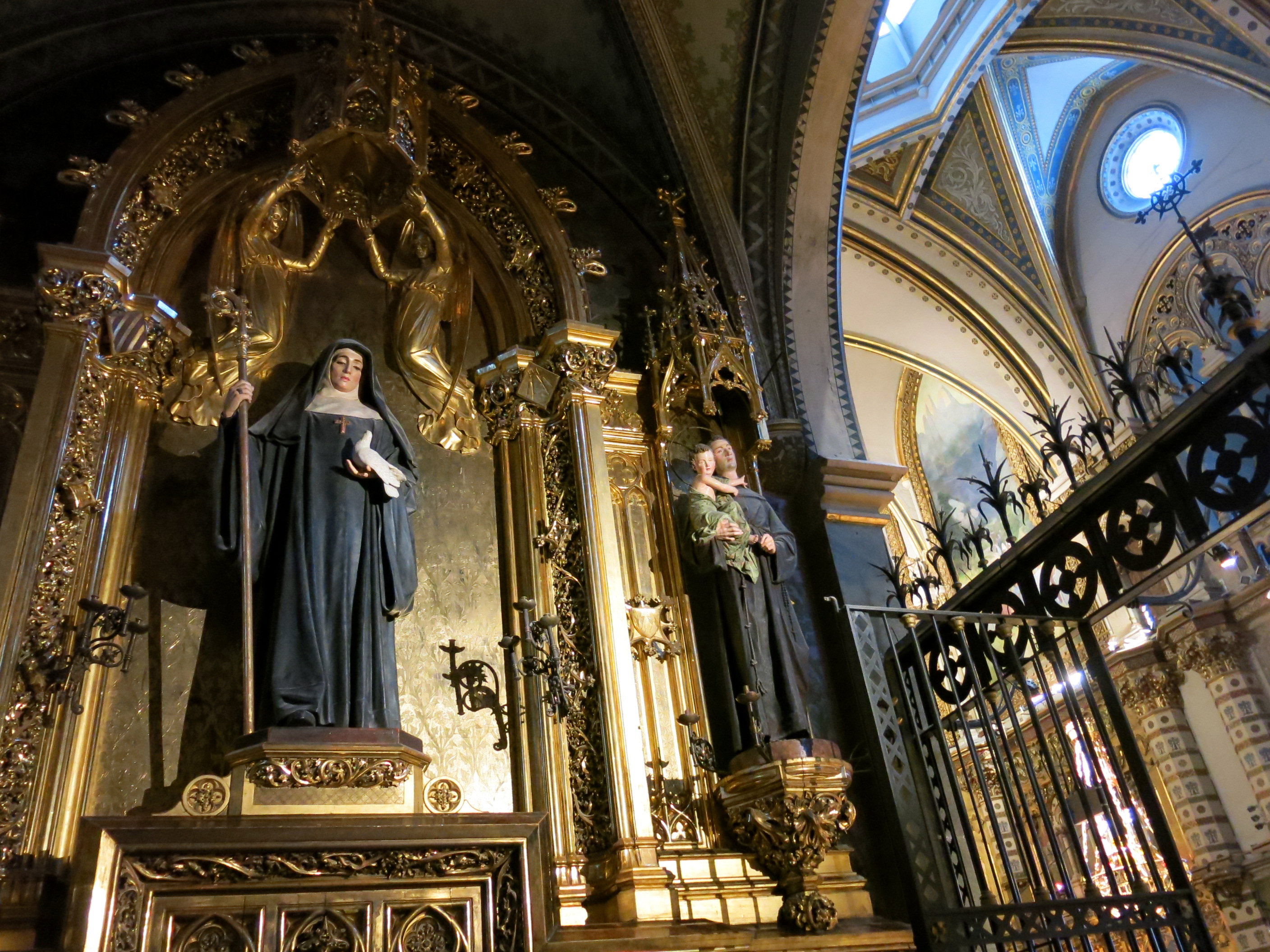
Капелла  Святой Сколастики
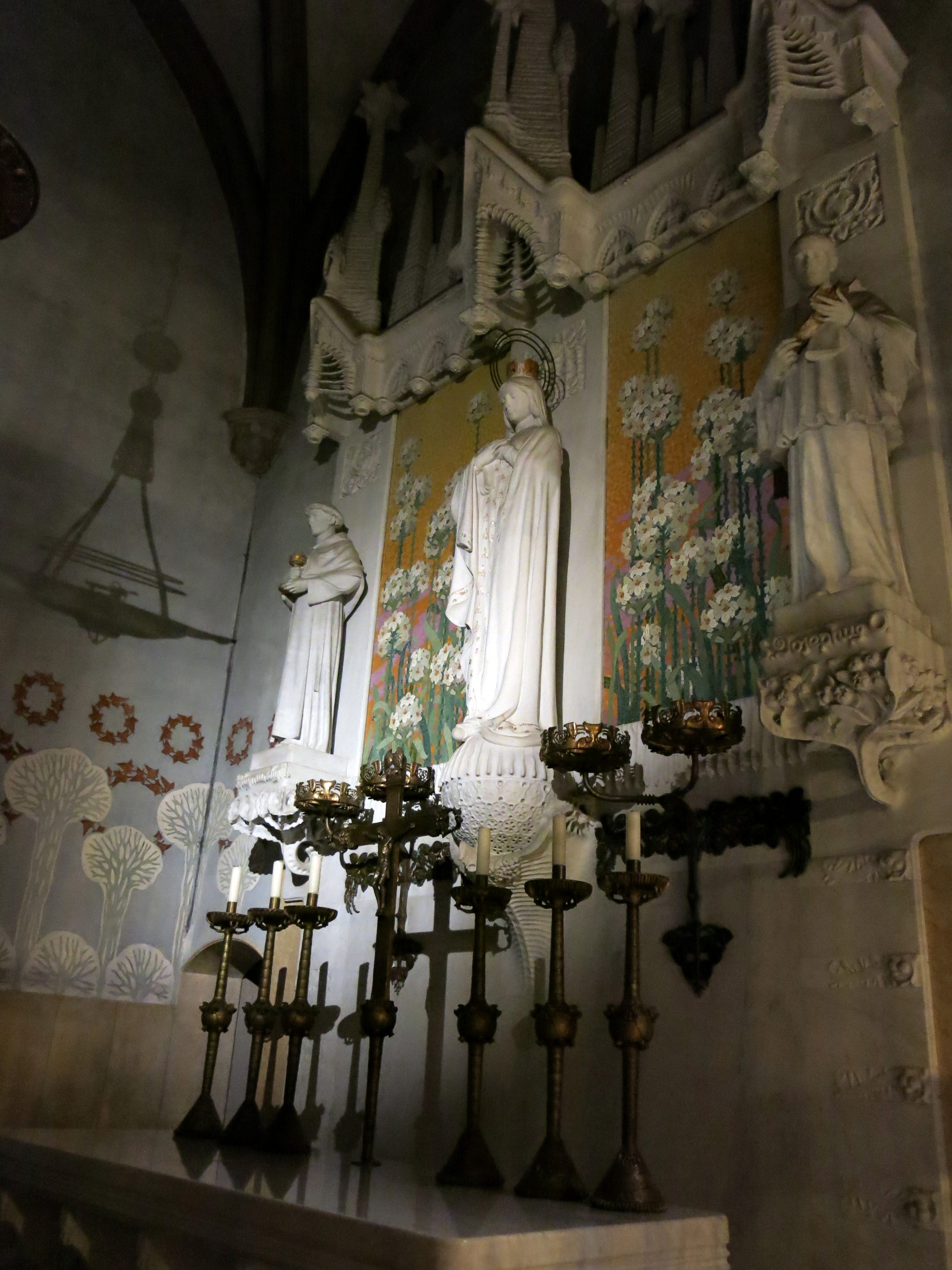
Капелла Непорочного зачатия

В капеллах находятся картины и скульптуры известных испанских и каталонских мастеров XIX-XX веков.

Витражные окна
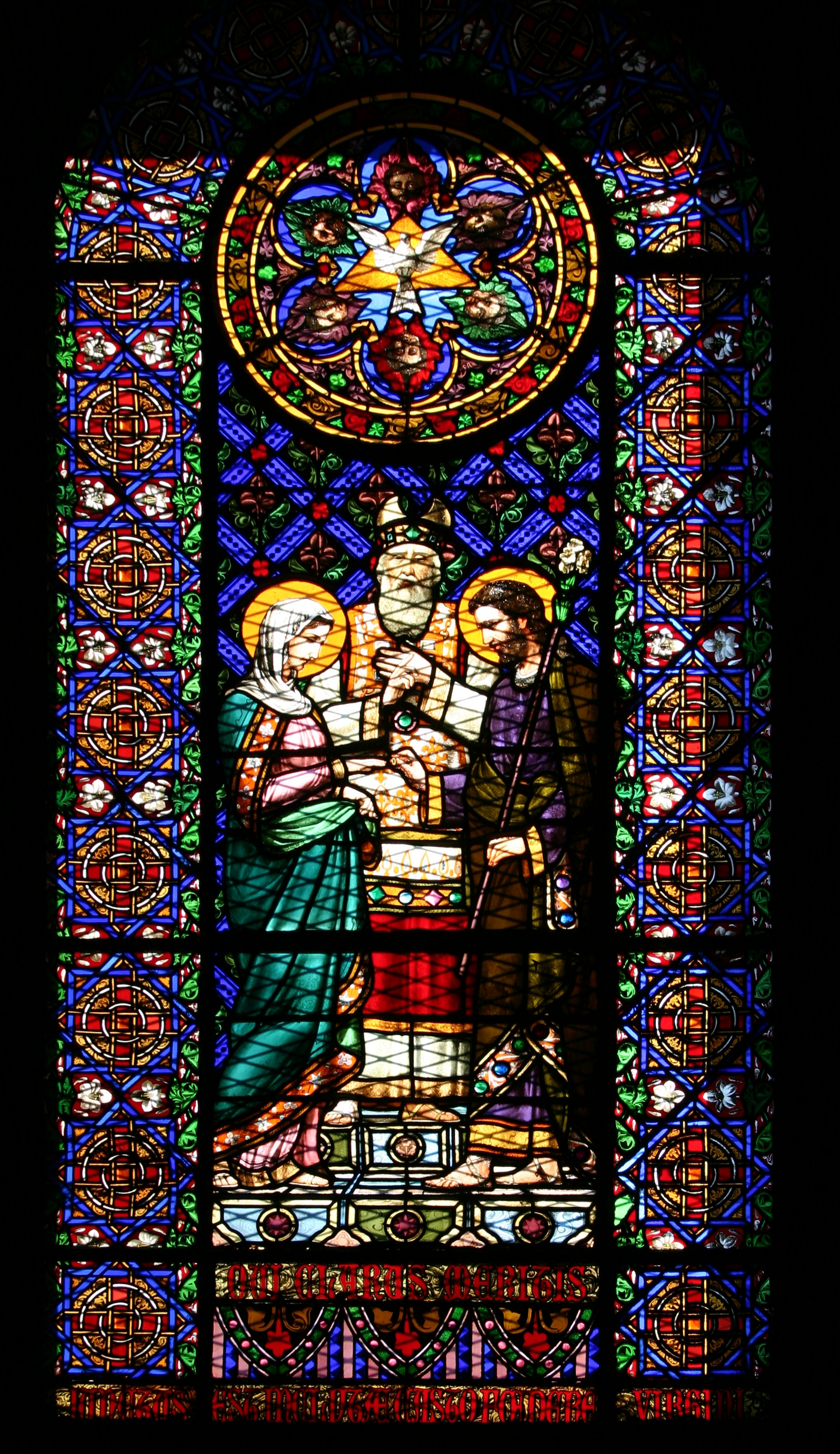
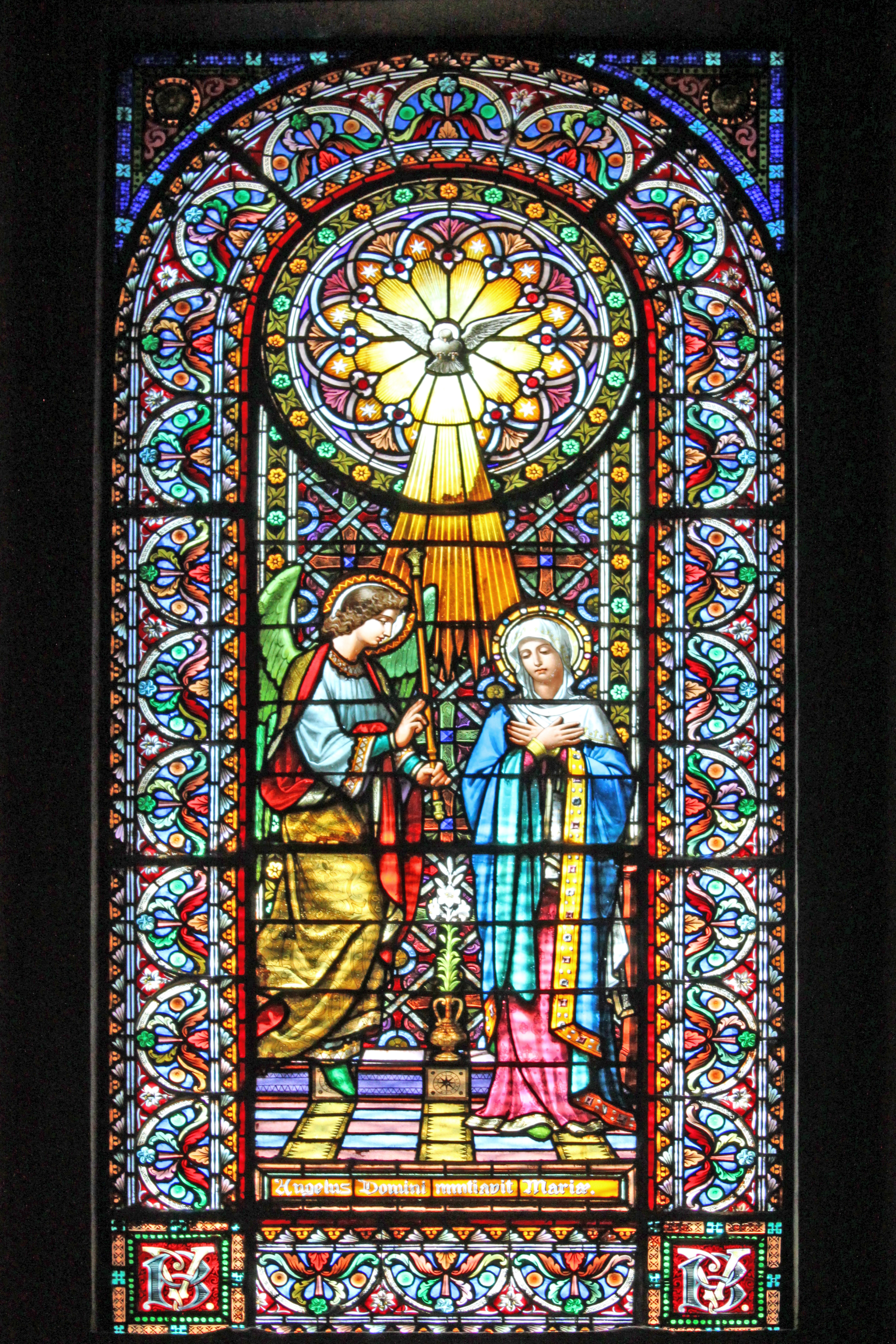
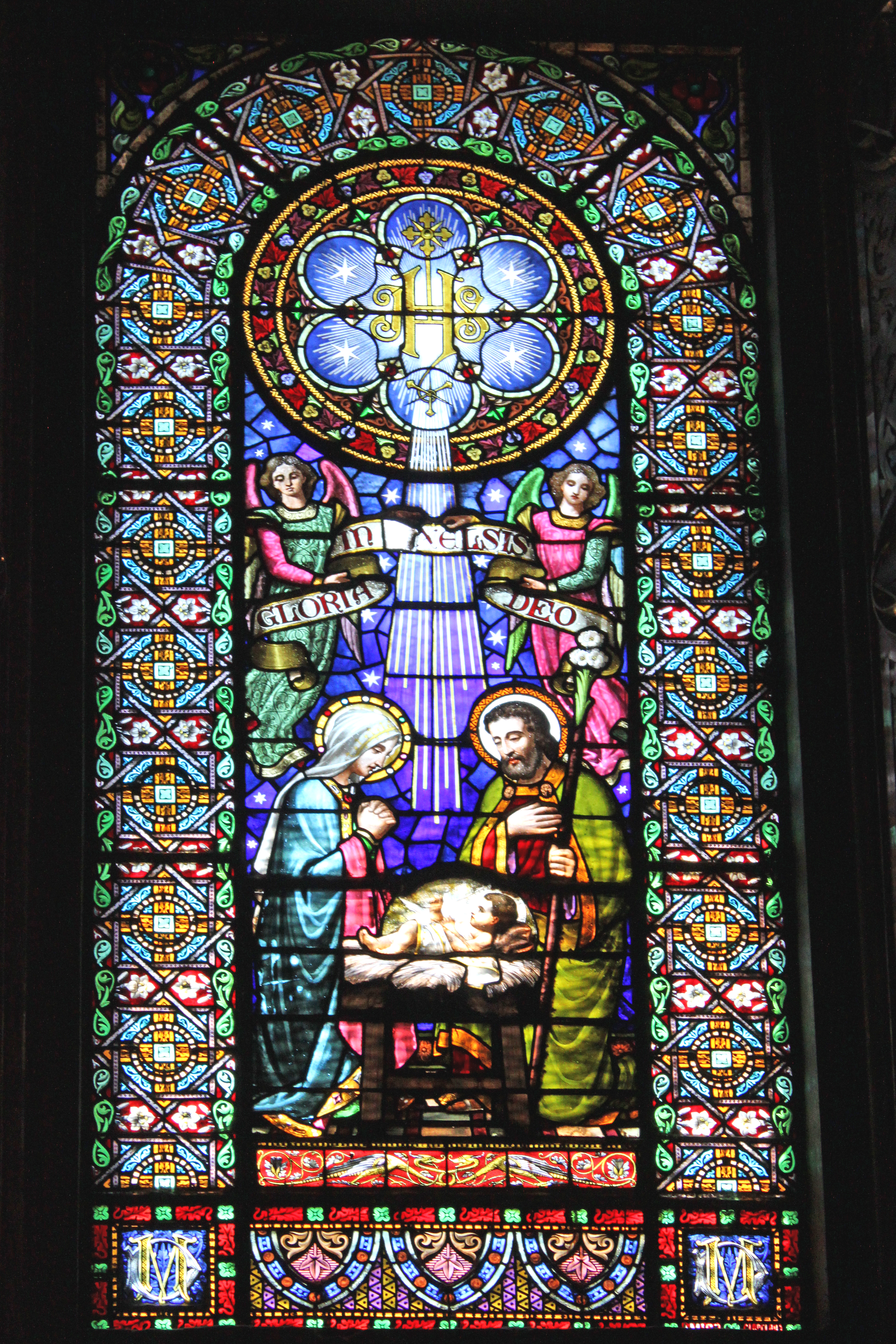
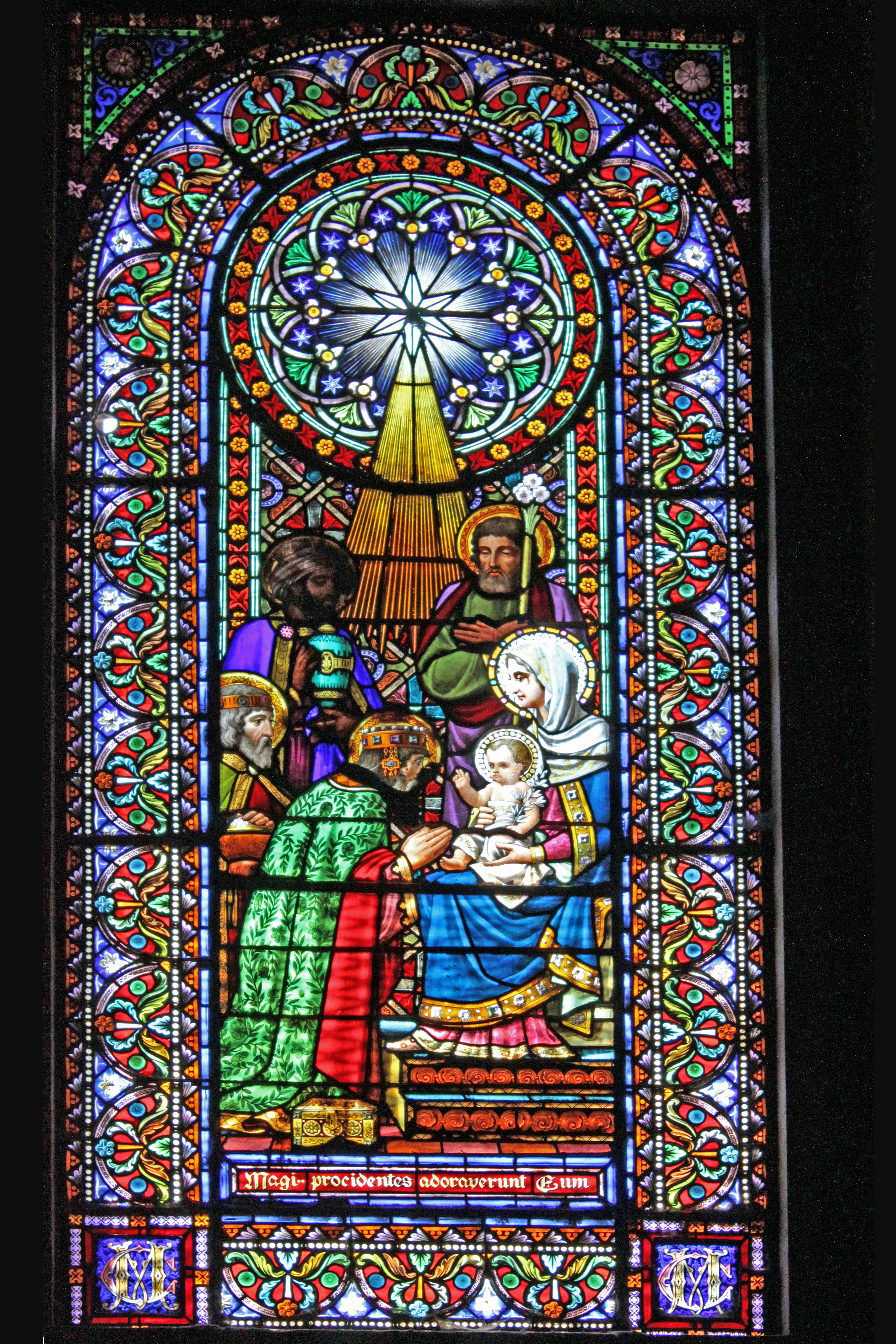
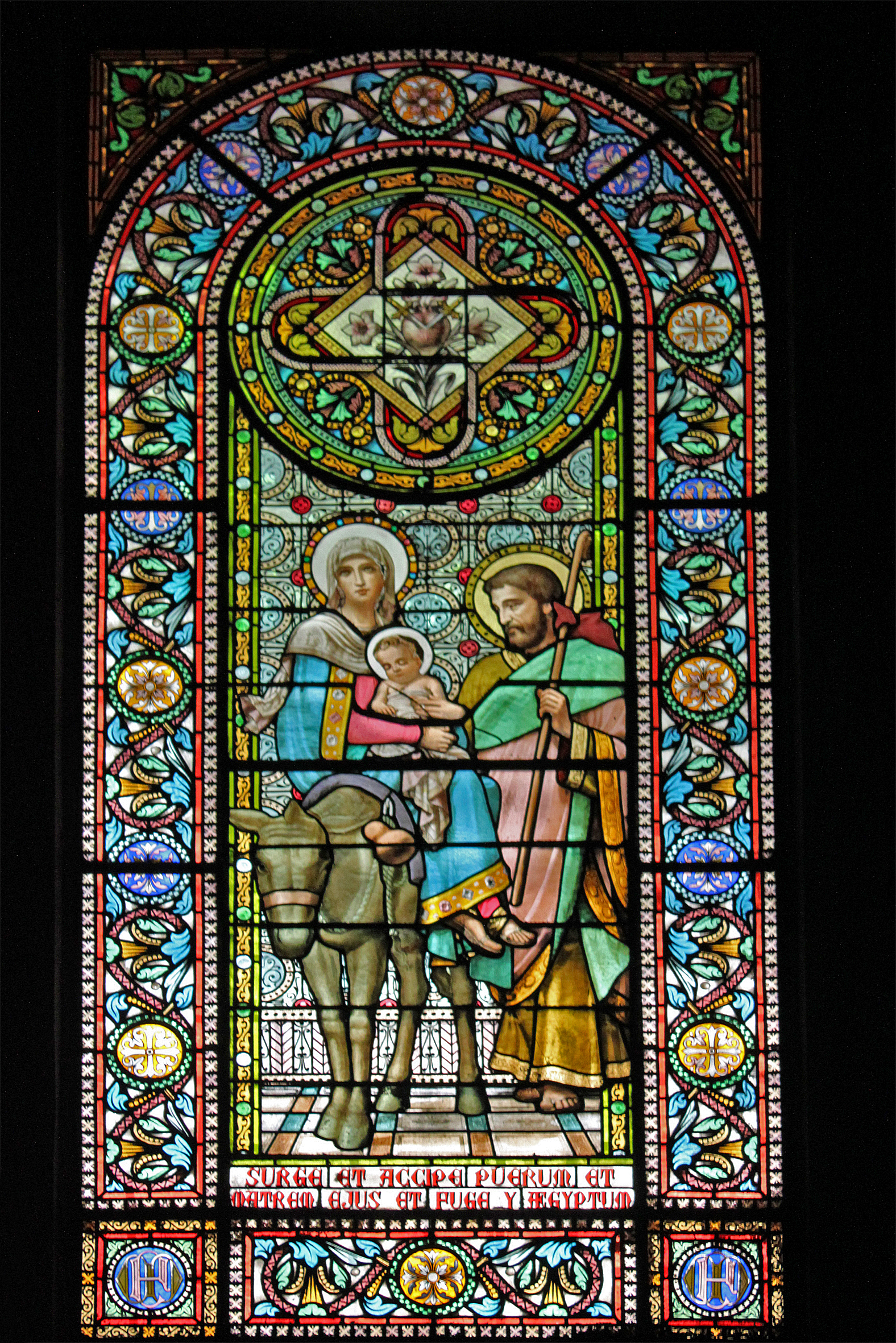
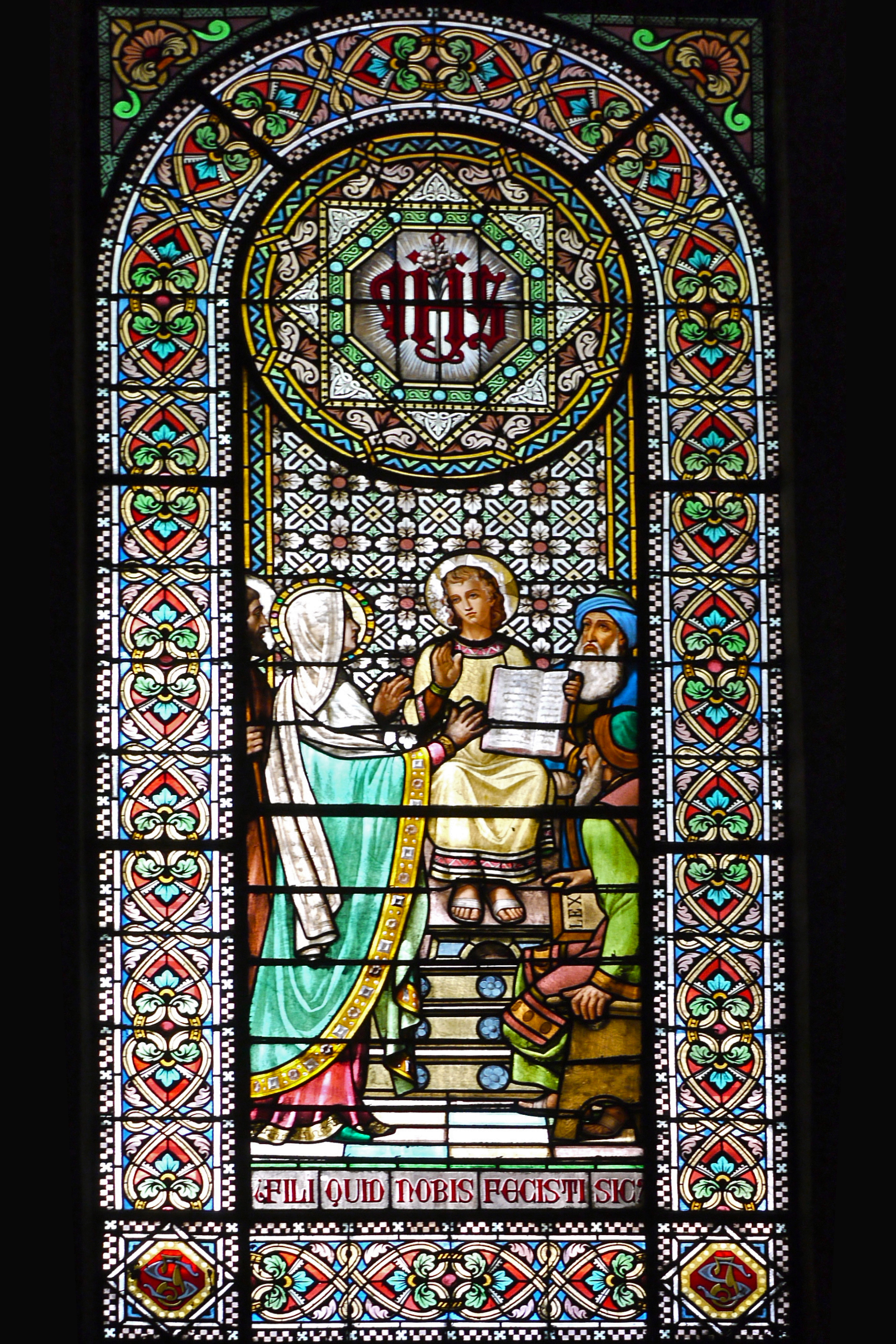